# Vratislav Černý
Vratislav Černý (5. července 1871 Praha – 11. listopadu 1933 tamtéž) byl český a československý politik, člen staročeské strany a poslanec Revolučního národního shromáždění za Českou státoprávní demokracii, respektive za z ní vzniklou Československou národní demokracii.

## Biografie
Byl synem pražského starosty Tomáše Černého.
Před rokem 1918 se politicky angažoval ve staročeské straně. Věnoval se turistice. Oblíbil si Krkonoše a podnikal cesty do Černé Hory na Balkáně, o níž psal knihy. Slovanskou vzájemnost, zejména styky s jihoslovanskými národy, rozvíjel i jako jednatel Všeslovanského sjezdu v Praze r. 1908 a v Sofii r. 1910.
V letech 1918–1920 zasedal v Revolučním národním shromáždění. V tomto zákonodárném sboru zasedal za Českou státoprávní demokracii, později přetvořenou v národní demokracii. Byl profesí advokátem.
Byl známý svými aktivitami v kulturních a dobročinných spolcích. Zastával funkci starosty spolku Svatobor. Pro Českou akademii bezplatně projednával dědictví po mecenáších. Nejvíce se angažoval ve prospěch postižených dětí – nejprve v České dětské nemocnici a později v Jedličkově ústavu, pro který zdarma vyřizoval veškerou právní korespondenci.
Pohřben byl na Vyšehradě.